# Howardwick
Howardwick è un centro abitato degli Stati Uniti d'America, situato nella contea di Donley dello Stato del Texas.
La popolazione era di 437 persone al censimento del 2000.

## Geografia fisica
Howardwick è situata a 35°02′02″N 100°54′33″W (35.033862, -100.909094).
Secondo lo United States Census Bureau, ha un'area totale di 1,8 miglia quadrate (4,7 km²).

## Società

### Evoluzione demografica
Secondo il censimento del 2000, c'erano 437 persone, 203 nuclei familiari e 146 famiglie residenti nella città. La densità di popolazione era di 240,6 persone per miglio quadrato (92,7/km²). C'erano 430 unità abitative a una densità media di 236,8 per miglio quadrato (91,2/km²). La composizione etnica della città era formata dal 97,94% di bianchi, lo 0,23% di afroamericani, lo 0,69% di nativi americani, lo 0,23% di altre razze, e lo 0,92% di due o più etnie. Ispanici o latinos di qualunque razza erano il 4,81% della popolazione.
C'erano 203 nuclei familiari di cui il 15,8% aveva figli di età inferiore ai 18 anni, il 66,5% erano coppie sposate conviventi, il 3,9% aveva un capofamiglia femmina senza marito, e il 27,6% erano non-famiglie. Il 25,6% di tutti i nuclei familiari erano individuali e l'8,9% aveva componenti con un'età di 65 anni o più che vivevano da soli. Il numero di componenti medio di un nucleo familiare era di 2,15 e quello di una famiglia era di 2,51.
La popolazione era composta dal 15,8% di persone sotto i 18 anni, il 2,7% di persone dai 18 ai 24 anni, il 14,4% di persone dai 25 ai 44 anni, il 40,7% di persone dai 45 ai 64 anni, e il 26,3% di persone di 65 anni o più. L'età media era di 54 anni. Per ogni 100 femmine c'erano 100,5 maschi. Per ogni 100 femmine dai 18 anni in giù, c'erano 100,0 maschi.
Il reddito medio di un nucleo familiare era di 34.063 dollari, e quello di una famiglia era di 38.889 dollari. I maschi avevano un reddito medio di 25.833 dollari contro i 21.563 dollari delle femmine. Il reddito pro capite era di 16.595 dollari. Circa l'11,5% delle famiglie e il 16,3% della popolazione erano sotto la soglia di povertà, incluso il 46,2% di persone sotto i 18 anni e l'8,2% di persone di 65 anni o più.